# سووین (استان اوپوله)
سووین (به لهستانی: Sowin) یک منطقهٔ مسکونی در لهستان است که در گمینا وامبینوویتسه واقع شده‌است. سووین ۴۰۰ نفر جمعیت دارد.